# 보호책임
보호책임(Responsibility to protect, R2P, RtoP)은 이른바 '실패한 국가'(failed state, 군대와 경찰 조직이 무너져 자국민을 보호할 능력을 잃고 혼란에 빠진 국가) 혹은 독재국가에서 심각한 인권침해가 이뤄지는 경우엔 그 나라 주권을 일시적으로 무시하고 국제사회가 인도주의적 개입을 할 수 있다는 논리이다.

## 역사
R2P 용어가 국제사회에서 처음으로 입에 오르내린 것은 2001년 '개입과 국가주권에 관한 국제위원회(ICISS)'라는 독립적 모임에서였다. 캐나다 정부의 후원으로 조직된 ICISS는 9쪽 분량 보고서에서 "어떤 한 국가에서 인종청소를 비롯한 '대규모의 인명피해'가 저질러지고 있다면, 국제사회가 인권 보호를 위해 군사적으로 인도주의적 개입을 할 수 있다"는 논리를 폈다.

## 유엔
2005년 유엔 세계정상회의 결의문 138절, 139절에서 보호책임을 명시하였다. 2006년 유엔 안보리 결의 1674호(S/RES/1674)는 2005년 유엔 세계정상회의에서 명시한 보호책임을 재확인했다. 2009년 반기문 유엔 사무총장은 보호책임과 관련, "Implementing the Responsibility to Protect"(보호책임 이행)이라는 제목의 보고서를 유엔 총회에 제출했다. 반기문 사무총장의 보고서는 보호책임에 대한 유엔 총회에서의 최초의 토론을 불러일으켰으며, 94개국이 이에 대해 발언하였고, 대부분이 보호책임에 대해 동의하였다. 이에 따라 보호책임에 대한 최초의 유엔 총회 결의(A/RES/63/308)를 도출하였다.

## 성립조건
2001년 ICISS 보고서는 국제법상 보호책임 법리의 오남용을 방지하기 위해, 5가지 전제조건을 제시했다.
1. 더 이상 희생이 일어나는 것을 막겠다는 올바른 의도(right intention)
2. 다른 모든 비군사적 수단을 동원한 뒤의 최후의 수단(last resort)으로서의 군사개입
3. 군사개입을 하더라도 그 규모나 개입 기간을 최소화하는 비례적 수단(proportional means)
4. 군사개입이 오히려 사태를 악화시켜 더 심각한 인권침해를 부르지 않아야 한다는 합리적 전망(reasonable prospects)
5. 유엔 안보리의 개입 결의안 같은 정당한 권위(right authority)

## 같이 보기
- 인도주의적 개입
- 인도주의 전쟁